# TT156
La tombe thébaine TT 156 est située à Dra Abou el-Naga, dans la nécropole thébaine, sur la rive ouest du Nil, face à Louxor en Égypte.
C'est la sépulture de Pannesouttaouy (Pȝ-n-ns.wt-tȝ.wj), capitaine des troupes, gouverneur des Terres du Sud, datant de la première moitié de la XIXe dynastie.